# Ewelina Szczepanek-Parulska
Ewelina Anna Szczepanek-Parulska – polska endokrynolog, dr hab. nauk medycznych, profesor Katedry i Kliniki Endokrynologii, Przemiany Materii i Chorób Wewnętrznych Wydziału Lekarskiego Uniwersytetu Medycznego im. Karola Marcinkowskiego w Poznaniu.

## Życiorys
W 2008 ukończyła z wyróżnieniem Wydział Lekarski I na Uniwersytecie Medycznym w Poznaniu i uzyskała tytuł lekarza. 20 stycznia 2010 obroniła pracę doktorską Hemiagenezja tarczycy - profil kliniczny oraz analiza molekularno-genetyczna, 21 stycznia 2015 habilitowała się na podstawie pracy zatytułowanej Zastosowanie sonoelastografii w diagnostyce choroby guzkowej i zapaleń tarczycy. 28 listopada 2019 nadano jej tytuł profesora w zakresie nauk medycznych i nauk o zdrowiu. Jest profesorem w Katedrze i Klinice Endokrynologii, Przemiany Materii i Chorób Wewnętrznych na Wydziale Lekarskim Uniwersytetu Medycznego im. Karola Marcinkowskiego w Poznaniu.